# Аппроксиманты
Аппроксиманты (щелевые сонорные) — сонорные согласные, похожие по способу образования с щелевыми согласными, но без (или почти без) образования шума. Таким образом они занимают промежуточное положение между гласными и другими согласными. Сближение речевых органов у аппроксимантов более значительно, чем у гласных, но всё же меньше, чем у щелевых согласных.
Термин «аппроксимант» практически не используется в русскоязычной литературе и перевода его на русский не существует. Обычно в описаниях аппроксимантам соответствуют два раздела сонантов: скользящие и боковые (латеральные). Кроме того, близким понятием является «плавные согласные», хотя они часто включают и р-образные не-аппроксиманты.

## Центральные аппроксиманты (скользящие согласные)
- губно-губной аппроксимант [β̞] (обычно на письме [β])
- губно-зубной аппроксимант [ʋ]
- зубной аппроксимант [ð̞] (обычно на письме [ð])
- альвеолярный аппроксимант [ɹ]
- постальвеолярный аппроксимант [ɹ̠]
- ретрофлексный аппроксимант [ɻ]
- палатальный аппроксимант [j]
- велярный аппроксимант [ɰ]
- увулярный аппроксимант [ʁ̞] (обычно на письме [ʁ])
- фарингальный аппроксимант [ʕ̞] (обычно на письме [ʕ])
- эпиглоттальный аппроксимант [ʢ̞] (обычно на письме [ʢ])

## Боковые аппроксиманты
- звонкий альвеолярный латеральный аппроксимант [l]
- глухой альвеолярный латеральный аппроксимант [l̥]
- ретрофлексный латеральный аппроксимант [ɭ]
- палатальный латеральный аппроксимант [ʎ]
- велярный латеральный аппроксимант [ʟ]

## Двухфокусные аппроксиманты
- звонкий лабиовелярный аппроксимант [w]
- глухой лабиовелярный аппроксимант [ʍ]
- лабиально-палатальный аппроксимант [ɥ]
- веляризованный альвеолярный латеральный аппроксимант [ɫ]